# Гафуров, Бободжан Гафурович

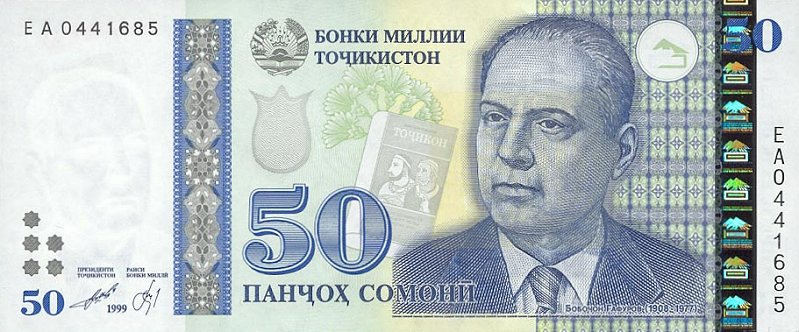
Портрет Бободжана Гафурова на купюре 50 сомони

Бободжа́н Гафу́рович Гафу́ров (тадж. Бобоҷон Ғафурович Ғафуров; 18 [31] декабря 1908, кишлак Исфисор, Ходжентский уезд, Самаркандская область, Российская империя — 12 июля 1977, Душанбе, Таджикская ССР) — советский государственный и партийный деятель и историк-востоковед. Первый секретарь ЦК Коммунистической партии Таджикистана (1946—1956). Директор Института востоковедения АН СССР (1956—1977). Доктор исторических наук (1949), академик АН Таджикской ССР (1951), академик АН СССР (1968). Герой Таджикистана (1997).

## Биография
Родовой дом его отца находится в центре Худжанда, в древнем квартале «Ходжа Камол». У его деда, Мир Сангина было четверо сыновей: Мир Гафур, Мир Абдулло, Мир Шариф и Мир Умар. Приставка и титул «Мир» (сокр. от эмир) означала относительно высокое положение семьи в обществе. Известно, что его дяди Мир Абдулло и Мир Умар были зажиточными людьми. Мир Абдулло зарабатывал торговлей мясом возле ж/д станции, что находилась возле кишлака. Там же братья купили участок земли и построили домик, куда позже переехала семья Мир Гафура, отца Б. Гафурова. По воспоминаниям старшей двоюродной сестры Сидики, которая нянчила Б. Гафурова, он родился всё-таки в Худжанде, в том родовом доме, который был поделён между остальными братьями. В своей автобиографии написал, что его отец был батраком. Мать — поэтесса Розия Озод, также происходит из древнего худжандского рода квартала Ходжа Камол и, по заявлениям родственников, происходит от рода известного персидского поэта Камаля Худжанди (XIV в.). 
В 1928—1929 годах учился в Самарканде, где его наставниками были С. Айни и Гафур Гулям.
В 1935 году окончил Всесоюзный коммунистический институт журналистики в Москве.
Супруга — Гафурова, Капитолина Александровна. Дочь — Нинель Гафурова.

### Политическая деятельность
Член ВКП(б)-КПСС с 1932 года. Вёл педагогическую работу в вузах Таджикистана и занимался журналистикой. В 1936 году — заместитель главного редактора газеты «Кзыл Таджикистан». Одновременно, с октября 1936 года на руководящей работе в секторе печати Отдела пропаганды и агитации ЦК Коммунистической партии Таджикистана. С ноября 1937 года — заведующий отделом печати и издательств ЦК Коммунистической Таджикистана. Работал главным редактором газеты «Бехудоёни Тоҷикистон» (рус. «Безбожник Таджикистана»).
С 1941 по 1944 год — секретарь ЦК КП(б) Таджикистана по пропаганде, с 1944 по 1946 год — второй секретарь, с 1946 по 1956 год — первый секретарь ЦК КП(б)-КП Таджикистана. Одновременно с 1948 по апрель 1951 года являлся первым секретарём Сталинабадского областного комитета КП(б)Таджикистана.
На XIX (1952) и XX (1956) съездах КПСС избирался членом ЦК КПСС. Депутат Верховного Совета СССР 2—5-го, 7-го созывов. Б. Гафуров поддерживал близкие дружеские отношения с главным идеологом партии, членом Политбюро М. А. Сусловым.

### Академическая деятельность

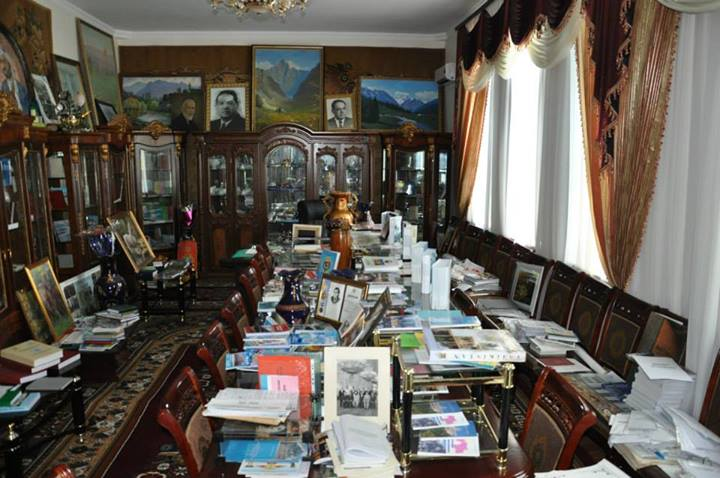
Музей академика Бободжана Гафурова в г. Гафуров, Таджикистан, (главный зал)

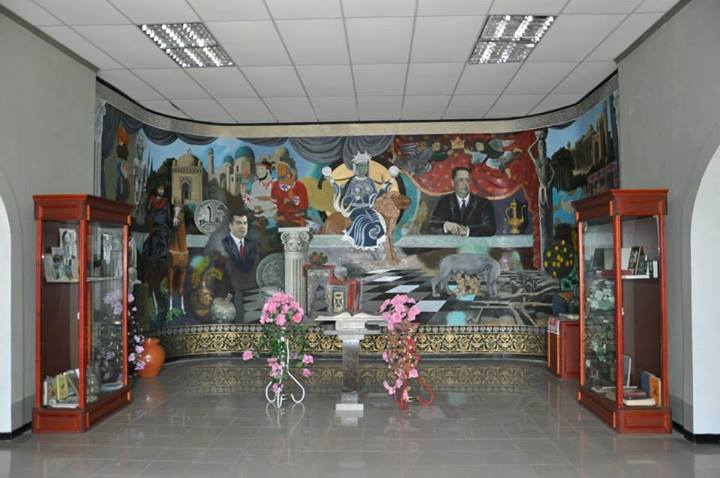
Музей академика Бободжана Гафурова в г. Гафуров, Таджикистан

Работы по истории народов Средней Азии и истории ислама. Доктор исторических наук (1949). Академик Академии наук Таджикской ССР (1951).
Основная книга — «Таджики», посвящённая истории народа. Считал, что процесс консолидации таджиков из племён в единую нацию ещё не завершён, и для этого процесса необходимо создание национальной истории. Историк-археолог Б. А. Литвинский утверждал[уточнить], что книга «Таджики» на самом деле написана им совместно с женой Е. А. Давидович; это заявление вызвало протесты таджикских учёных. Слухи о том, что труды Гафурова фактически пишут другие люди, ходили и в Институте востоковедения. По словам А. А. Формозова, «ни для кого из членов учёного совета не было секретом, что книга „История таджикского народа“ написана вовсе не диссертантом, а И. С. Брагинским». По воспоминаниям И. М. Дьяконова, «единственный из всех первых секретарей, он понял, что это положение может быть не вечным, и благоразумно опубликовал собственную книгу „История Таджикистана“. Кто её готовил, я не знаю. Мой брат М. М. написал на неё довольно отрицательную рецензию, не принимая во внимание того, что ему ещё придётся и в будущем, как археологу, работать в Таджикистане. Но и Гафуров не обиделся, а выпустил новое издание книги с поправками, после чего был избран действительным членом в республиканскую академию».
С 1956 года — директор Института востоковедения АН СССР. Зарекомендовал себя как осторожный и взвешенный администратор, умевший гасить конфликты, «энергичный и способный организатор» (И. М. Дьяконов), «восточный мудрец» (Ф. А. Тодер). При этом он был весьма жёсток, вплоть до увольнений, к сотрудникам, допускавшим политические высказывания, и «подписантам»; в нём чувствовался и начальник сталинского поколения. Академик В. М. Алпатов считает директорство Гафурова лучшим периодом в жизни института. При Гафурове в институте появилось много молодых сотрудников, в том числе бывших репрессированных, демобилизованных военных, впервые была создана особая лингвистическая структура — Отдел языков, начались поездки советских востоковедов в исследуемые страны, было создано Издательство восточной литературы.
Член-корреспондент АН СССР по Отделению исторических наук (история СССР, археология) с 20 июня 1958 года, академик АН СССР по отделению истории (всеобщая история) с 26 ноября 1968 года.
В последние годы он фактически отошёл от дел в связи с болезнью, хотя оставался в должности до конца жизни. Преемником Гафурова во главе ИВ АН СССР был Е. М. Примаков.

### Последние годы
В 1974 году высокопоставленный коммунист Б. Г. Гафуров совершил хадж, посетив Мекку, что вызвало сенсацию. Это событие объясняли и как искреннее обращение к религии, и как политический ход с целью улучшить отношения СССР с Саудовской Аравией.
В воспоминаниях И. М. Дьяконова этот эпизод изложен так:

«Впоследствии, когда ему стало ясно, что жить ему оставалось недолго, он пошёл в ЦК и обратил внимание на то, что Саудовская Аравия приобретает сейчас всё большее политическое значение, а мы не имеем никаких сведений о том, что там происходит. Он предложил, что, будучи мусульманином, может поехать туда как паломник и посетит Медину и Мекку. Это ему разрешили и дали переводчика-мусульманина же. По прибытии в Мекку он был уже в таком слабом состоянии, что его обнесли вокруг святыни на носилках. Вернувшись в Москву, он созвал ближайших людей в свой кабинет в Институте и сказал приблизительно так: — Что я был первым секретарём ЦК компартии Таджикистана — это чепуха. Что я был членом ЦК КПСС — чепуха. Что я был академиком — это тоже чепуха. А вот что я хаджи — это в моём кишлаке оценят. — И уехал на родину умирать».

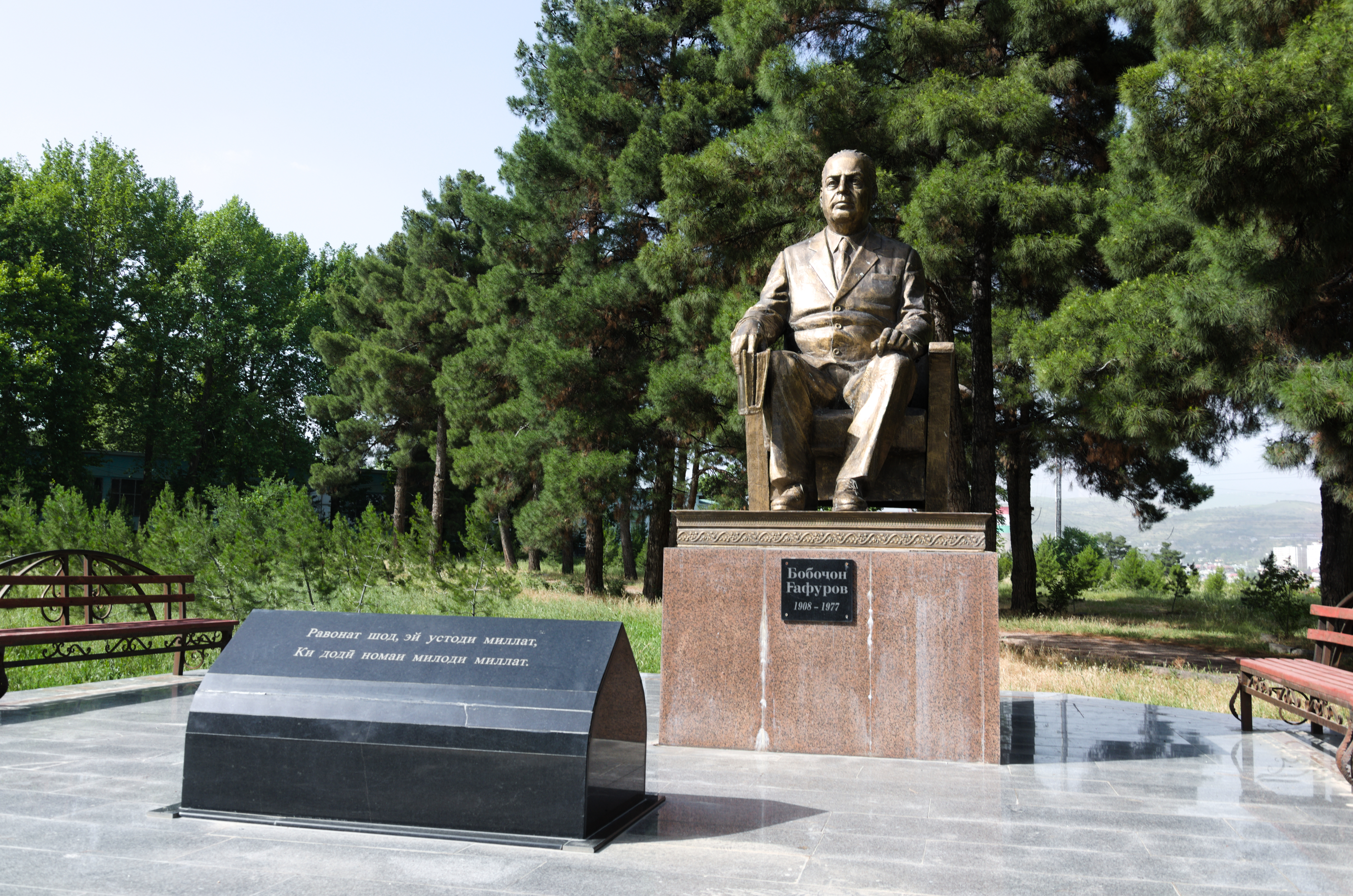
место захоронения Бободжана Гафурова в Душанбе в парке Лучоб

Похоронен в Душанбе в парке Лучоб.

## Награды и звания

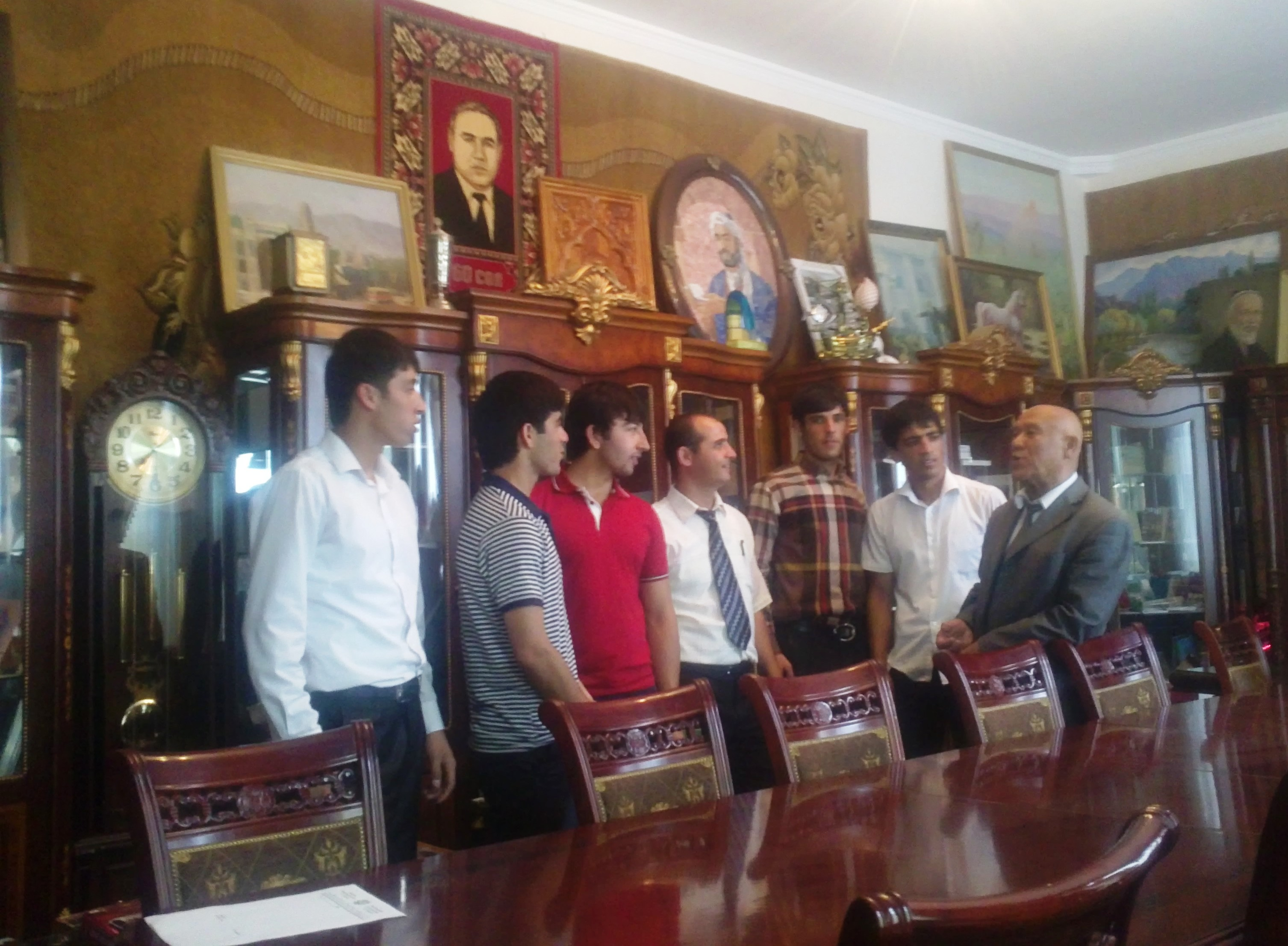
Экскурсия в музее академика Б. Гафурова

- Герой Таджикистана (1997, посмертно).
- 6 орденов Ленина (в том числе 03.01.1944; 29.12.1946; 21.02.1948; 23.10.1954).
- орден Октябрьской Революции.
- орден Трудового Красного Знамени.
- медали[8].

## Память
- Его именем в 1978 году был назван город (ныне посёлок) Гафуров в Ленинабадской области Таджикистана, ранее называвшийся «Советабад».
- Б. Гафуров является одним из шести героев Таджикистана (посмертно, 1997 год).
- В Институте востоковедения РАН помимо портрета Б. Гафурова в галерее директоров хранится также его портрет, вытканный на ковре.
- В память об учёном образован республиканский музей имени академика Бободжана Гафурова (Гафуровский район, Согдийская область, Таджикистан). При музее создан научный центр по изучению «гафуроведения», который исследует научную деятельность учёного историка и востоковеда академика Бободжана Гафурова (директором музея и руководителем научного центра являлся его ученик, профессор Х. Х. Холджураев). Сотрудниками центра опубликованы несколько трудов на русском, таджикском и узбекском языках о научной деятельности академика Бободжана Гафурова и другие издания.
- В 1997 году Указом Президента РТ Худжандскому госуниверситету присвоено имя академика Бободжона Гафурова.

## Научные труды

### На русском языке
- Гафуров Б. Г. История таджикского народа. — М., 1952.
- История таджикского народа в кратком изложении. Т. 1: С древнейших времён до Великой Октябрьской Социалистической Революции 1917 года. Изд. 3-е. — М.: Госполитиздат, 1955.
- Гафуров Б. Г. Таджики: Древнейшая, древняя и средневековая история. — М., 1972. — 664 с.
  - Гафуров Б. Г. Таджики: Древнейшая, древняя и средневековая история. В 2-х книгах / Отв. ред. Б. А. Литвинский. — 2-е изд. — Душанбе: Ирфон, 1989. — 384+480 с.
- Колониализм и национально-освободительное движение в странах Юго-Восточной Азии: Сборник статей памяти академика А. А. Губера / отв. ред. Б. Г. Гафуров; Институт востоковедения АН СССР. — М.: Наука, Главная редакция восточной литературы, 1972. — 312 с.
- Касымжанов А. Х., Гафуров Б. Г. Ал-Фараби в истории культуры/ АН СССР, Ин-т востоковедения. — М.: Наука, 1975. — 181 с.
- Гафуров Б. Г., Цибукидис Д. И. Александр Македонский и Восток. — М.: Наука, Главная редакция восточной литературы, 1980.

## Литература

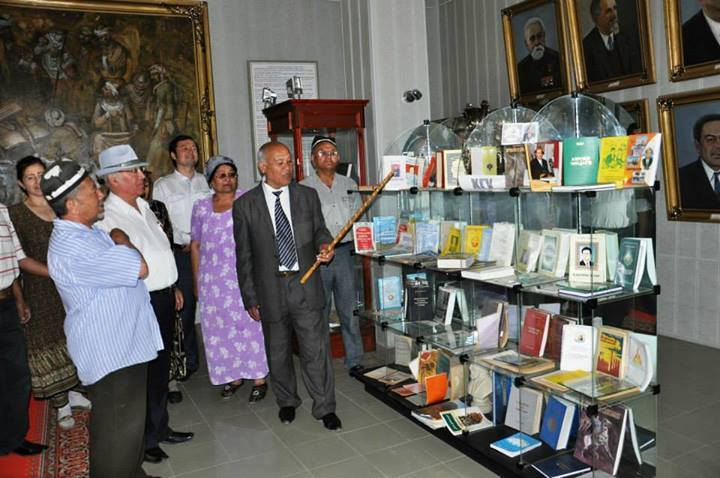
Музей академика Б. Гафурова (экспонаты музея)